# Зимний излом
«Зи́мний изло́м» — роман в жанре фэнтези Веры Камши, четвёртая книга цикла «Отблески Этерны». Произведение получило хорошие отзывы и было награждено премией «Мечи Руматы» на «Страннике-2008».

## Зимний излом. Из глубин (2006)

### Сюжет
Смута в центре страны и пленение Рокэ Алвы подталкивают противников Талига к военным действиям на границах. Жермон Ариго под начальством Вольфганга фок Варзов, исполняющего обязанности Первого маршала, готовится к отражению натиска фельдмаршала Бруно. Рудольф Ноймаринен в виду захвата Фердинанда Оллара принимает должность регента. Альдо Ракан намерен вычеркнуть все упоминания об Олларах и вернуть гальтарскую эпоху. Он приказывает разрушить усыпальницу Франциска Оллара и Октавии. В гробнице оказывается шкатулка, в которой Ричард Окделл находит исповедь Эрнани Ракана о событиях четырёхсотлетней давности и завещание Франциска, который желал видеть своим наследником не своего сына Октавия Оллара, а его единоутробного брата Рамиро Второго Алва. В случае оглашения этого завещания Рокэ Алва становится в глазах народа законным королём. Альдо намерен скрыть находку и решает судить Алву с целью его казни.
На Хексберг нападает флот Дриксен под командованием адмирала цур зее Олафа Кальдмеера. Но флот Альмейды успевает вернуться из Фельпа. В сражении и последующем шторме дриксенская эскадра оказывается почти полностью уничтоженной, раненый Кальдмеер и его адъютант Руперт фок Фельсенбург попадают в плен.
В Талиг прибывает кардинал ордена Милосердия Левий, который коронует Альдо Первого Ракана. В честь праздника устраиваются гулянья и раздачи подарков в бывшем аббатстве Дора. Но происходит давка, в которой гибнут многие горожане.

### Повествование
В основной части произведения к рассказчикам прибавляется:
- Чарльз Давенпорт — теньент Северной армии. Во время событий Октавианской ночи был в составе гарнизона Олларии. После переведён во дворец Лионелем Савиньяком. Во время захвата Фердинанда Оллара был на дежурном посту возле Малой Печати, убил переметнувшегося на сторону Раканов генерала Генри Рокслея и скрылся в казармах.
- Руперт фок Фельсенбург — наследник влиятельного рода Фельсенбургов в Дриксен. Избрал вместо столичной карьеры службу на флоте. Адъютант адмирала цур зее Олафа Кальдмеера.
- Жермон Ариго — брат Катарины Оллар. В юности был выставлен из родного дома по неизвестным ему причинам. Нашёл себя на службе в Торке. Получил баронство и чин генерала.
- Йозев Канмахер — лейтенант флота Дриксен. В битве у Хексберг артиллерист верхней палубы на «Ноордкроне». Погиб от залпа с корабля «Франциск Великий» — на этом повествование от лица персонажа заканчивается.
- Юхан Клюгкатер — капитан корабля «Хитрый селезень», который реквизировали власти Дриксен для нужд армии под Хексберг.

### Главы
Главы романа (во всём цикле) имеют названия высших арканов колоды Таро, которым даётся следующее трактование:
- «Императрица» — высший аркан Таро. Символизирует соединение внешнего и внутреннего могущества, уравновешенного разумом, указывает на то, что некий процесс близок к завершению, можно надеяться на успех, всё происходит естественно, без напряжения. Может говорить о предстоящем рождении ребёнка, а также указывать на деспотичную особу женского пола, у которой отсутствует способность критически оценивать свои действия. Перевёрнутая карта указывает на бесполезный труд, безрадостность, упадок творческих сил, домашние хлопоты, материальные затруднения, часто мщение, семейные неурядицы, служебные трудности.
- «Любовники» — высший аркан Таро. Указывает на неизбежность выбора меж двух взаимоисключающих вариантов. В сильной позиции это большая эмоциональная свобода, пренебрежение последствиями поступков, продиктованных чувствами. Карта также символизирует любовь и дружбу, может указывать на догадки и эмоциональные озарения. Перевёрнутая карта предупреждает о возможности неправильного решения, указывает на нереальность планов, невозможность брака, отрешение от своей «половинки». Это внутреннее раздвоение, конфликт с собой, неправильный выбор и (или) его последствия. Может означать отказ от выбора, что в перспективе приведёт к усугублению ситуации.
- «Правосудие» — высший аркан Таро. Символизирует развитие, поиск свободы и независимости, объективность, тяготение к порядку, указывает на необходимость тщательной оценки всех сторон дела для принятия правильного решения. «Правосудие» — это бумаги, договоры, правовая деятельность. Карта напоминает о том, что при каждом действии следует предвидеть противодействие, и указывает на необходимость соблюдения баланса и непредвзятости, чтобы смягчить столкновение или же его избежать. В некоторых случаях может означать предстоящий суд (это также может быть конкурс или соревнование). Перевёрнутая карта — символ неправедного суда, предвзятости в оценках, осуждения по ложному обвинению, нестыковок, дисгармонии. Вам будут преподаны неприятные уроки, нужно смириться с неизбежностью. Карта обещает озлобленность, обидчивость, столкновение с несправедливостью, судебные тяжбы; может указывать на неустойчивость характера, некомпетентность, обиду, предвзятость, неадекватность самовыражения.
- «Звезда» — высший аркан Таро. Символизирует возрождение и обновление, внутренний свет, надежду, спасение, беспечность. Означает прилив творческих сил, вдохновение, неожиданную помощь, новую любовь. Это оптимизм, осуществимые и осуществленные планы, открытие новых горизонтов, исцеление, глубокие и истинные чувства, плодотворные идеи, благие мысли. Перевёрнутая карта означает упрямство, неуступчивость, ожесточённость, утраченные шансы, неверие в свои силы, лень, равнодушие, самоуверенность. Предупреждает о возможной духовной слепоте, не позволяющей заметить и использовать открывающиеся возможности.
- «Солнце» — высший аркан Таро. Символизирует истину, стремление к свету, доверие к себе и душевный мир, примирение со своей «теневой» стороной. Означает достижение чего-то важного; исполнение желаний, победу, триумф, прилив сил, уверенность, счастье, здоровье или же знак того, что удача не за горами, а все трудности будут успешно преодолены. Перевёрнутая карта — недоразумение, ложные представления об успехе, срыв планов. Это неудача, опасность, крушение надежд или, в лучшем случае, весьма сомнительный успех. Что-то сбывается, но не сразу, не в полной мере и совсем не так, как думалось. Также указывает на вспыльчивость, гнев, раздоры, проблемы со здоровьем, семейные неурядицы.

### Аналогия с реальными событиями
- Коронация Альдо Ракана и давка в Доре напоминают события коронации Николая II и последующую давку на Ходынском поле.[источник не указан 1821 день]

## Зимний излом. Яд минувшего (2007)
Произведение вошло в список номинаций основных премий харьковского международного фестиваля «Звёздный мост-2007».

### Сюжет
После событий в Доре Робер Эпинэ пытается забыться в обществе Марианны Капуль-Гизайль, где на него нападают разбойники, а куртизанка оказывается с ними в сговоре. Герцог успешно отбивается от нападающий и не выдаёт подоспевшей страже Марианну. Расследуя это нападение Ричард Окделл благодаря маркизу Салигану застаёт Удо Борна за составлением послания от имени Сузы-Музы, за что и арестовывает его. Благодаря заступничеству Матильды Удо выставляют из столицы в сопровождении Окделла. Но ночью, отравленный Альдо ещё во дворце, Борн умирает в доме Ричарда, что тот пытается скрыть.
Придя в себя после ранений Робер догадывается об отравлении Удо, о чём оповещает Матильду, и раскрывает причастность Джереми Бича к покушениям на Ричарда. Потрясённая поступками внука, Матильда вместе с доезжачим Лаци и Дугласом Темплтоном уезжают из столицы, но по их следу Альдо направляет людей с намерением вернуть царственную бабушку. Однако беглецы спасаются от погони благодаря разъезду армии под командованием Хорхе Дьегаррона, в расположении которого и остаются. К Эпинэ тем временем тайно приезжают Енниоль и Мэллит с предупреждением о грядущих бедах, хотя юная гоганни в первую очередь приехала к своей любви в лице Альдо.
Получив послание от Робера, Лионель Савиньяк выступает в направлении столицы. В Олларии начинается суд над герцогом Алва, но Рокэ с юридической стороны доказывает всю беспочвенность обвинений против него. Однако Альдо Ракан продолжает суд несмотря на всю нелепость обвинений. При вынесении приговора пять голосов Дома Скал обвинили Алву, три голоса Дома Волн и четыре голоса Дома Молний оправдали его, тогда король внёс свои четыре голоса на сторону обвинения. Но, следуя гальтарским законам, Рокэ вызывает на поединок Альдо и своих обвинителей, для которых это равносильно самоубийству. Кардинал Левий просит отдать обвинённого герцога ему на поруки взамен на жезл Раканов и король соглашается. Во время перевозки Алвы из дворца в Ноху Альдо удерживает Эпинэ от вмешательства, запланировав убийство Рокэ. Но на конвой нападает герцог Придд и, освободив Первого маршала Талига, уезжает из столицы. Однако Рокэ возвращается в Ноху самостоятельно, направив Валентина и его людей в расположение Северной армии.
В столицу под видом урготского посла прибывает Марсель Валме с намерением освободить Первого маршала. Он поддерживает убеждённость Альдо в женитьбе на урготской принцессе и пытается понять, что заставило Алву вернуться. После ночи с королём Мэллит сбегает из дворца разочаровавшись в своей любви. Эпине втайне отправляет её вместе с Приддом на север. Но в скором времени за гоганни приходит Удо Борн, ставший выходцем. Благодаря гоганской магии, он не может понять, что перед ним не его убийца Альдо, а невиновная девушка. Валентин Придд, в юности встречавший выходца в лице своего брата, разрушает заклятье и позволяет Удо упокоиться окончательно.
В Старой Придде Олаф Кальдмеер и Руперт фок Фельсенбург объясняются с Рудольфом Ноймариненом и договариваются о возвращении адмирала цур зее с адъютантом в Дриксен — обеим сторонам сейчас нужен мир. В Надоре Луиза Арамона заводит роман с графом Эйвоном Ларак и старается примирить Айрис Окделл с матерью. После суда над Алвой начинают происходить странные вещи, которые предвещают гибель Надора, но люди не успевают это понять. Луизу и Селину из замка выводит Зоя Гастаки, ставшая выходцем. Эйвон, Реджинальд, Айрис, Мирабелла и остальные жители замка оказываются жертвами землетрясения. Чарльз Давенпорт во сне видит, что происходит в замке Надора во время катаклизма, но ничего не может изменить.

### Главы
- «Мир» — карта указывает на успешное завершение чего-либо (достижение последней ступени), успех (в том числе материальный), обретение высшего знания, достижение гармонии с миром. Перевёрнутая карта предрекает крупную неудачу, невозможность добиться желаемого, отсутствие результатов, застой, отсутствие способности или возможности развития, невозможность разрыва сжимающегося вокруг вопрошающего круга.
- «Шут» — наиболее сложная карта, символ «святой простоты», слепого движения навстречу своей судьбе, блуждания в потемках. Одновременно с этим начало новых дел. Сочетает в себе ум и глупость, добро и зло, правду и ложь, угрызения совести после каждого проступка, неизбежность искупления, неумение просчитывать последствия. Символ наивности, неискушенности, но также и большого потенциала. Означает начало нового цикла жизни, когда можно избрать любое направление, необходимость быстрого принятия решений, незапланированные обстоятельства. Перевёрнутая карта — завершение цикла, достижение цели. Кроме того, может предупреждать, что поступки необдуманны, трата сил напрасна, выбор неверен, а решение может оказаться роковым.
- «Повешенный» — карта говорит о необходимости самопожертвования во имя достижения цели. Возможно, надо отрешиться от мирских ценностей, пренебречь материальной выгодой. Иногда карта указывает на то, что следует посмотреть на существующие проблемы под другим углом зрения. Указывает на необходимость понимания того, что жизнь не ограничивается одной лишь материальной стороной.
- «Колесница» — карта символизирует поиск и нахождение своего места в жизни, движение, прогресс, победу. Это самопознание, сила воли, ответственность. Может предвещать путешествие или же праведную жизнь. Может означать преодоление препятствий, снятие (временное) противоречий, обуздание противоборствующих сил, вовремя подоспевшую помощь. Иногда карта напоминает о том, что для того, чтобы оставаться победителем, необходим тщательный баланс, умение примирять противоположности и находить взаимовыгодные решения. Может означать излишний динамизм, переходящий в суетливость. Перевёрнутая карта — стремление к неудачной цели, разрушение планов из-за неправильно понятой ситуации. Указывает на неблагоприятное влияние окружающих, неуверенность, сомнения, топтание на месте. Может обозначать переоценку собственных сил.
- «Папесса» («Великая Жрица») — карта символизирует духовную мудрость, терпение, молчание, глубокое познание и понимание вещей видимых и невидимых; мудрость женского естества, сильную интуицию. Карта означает, что вы пытаетесь понять высший смысл чего-либо, ищете скрытые факторы, влияющее на ситуацию. Смело вскрывайте тайны будущего, но относительно собственных намерений храните молчание. Перевёрнутая карта — недостаток проницательности и предвидения, поверхностные знания, самонадеянность, игра на «авось», непонимание противоположного пола. Может означать плотские страсти либо предупреждать о близкой опасности.
- «Отшельник» («Мудрец», «Ищущий») — карта символизирует управляющее волей благоразумие, осмотрительность руководителя действий, развитие вглубь, отчуждение, одиночество, горечь, поиск духовных ценностей. Это символ мудрости, спокойствия, способности решить любые вопросы. Следует быть осмотрительным и внутренне собранным: в мире всё взаимосвязано, малый толчок может привести к большому обвалу. Карта может указывать на необходимость самосовершенствования, духовного роста, поиска новых путей и предупреждать об опасности бездумного поведения, пренебрежения советами. Перевёрнутая карта обещает самостоятельное достижение цели и эмоциональную связь с мудрым и вдохновенным человеком. На низком уровне может означать упрямство, подозрительность, неоправданную осторожность, отказ от помощи либо ненужную таинственность, нежелание учиться и находить новое, беспечность и самоуверенность, самокопание и эгоизм.
- «Мир» («Венок») — карта символизирует покой души после долгих испытаний, освобождение от привязанностей и оков, возвращение домой, достижение цели, обретение высшего знания, достижение гармонии с миром. В некоторых случаях — благосклонность окружающих, официальное признание. Это перемены, дальняя дорога. Что-то должно заявить о себе: рождение, смерть, начало, конец. Перевёрнутая карта — время для перемен к лучшему ещё не наступило, добиться желаемого невозможно. Может означать успех, омрачённый разочарованием, возможно, потерей любви. Это крупная неудача, непонимание очевидного, отсутствие способности или возможности развития.